# Valls
Pour les articles homonymes, voir Valls (homonymie).
Valls est une commune de la comarque de l'Alt Camp dans la province de Tarragone en Catalogne (Espagne).

## Géographie
Commune située à 19 km de Tarragone, c'est la capitale de la comarque d'Alt Camp à 215 m d'altitude.

## Histoire
La bataille de Valls en 1809, victoire des troupes franco-italiennes dirigées par Gouvion Saint-Cyr sur les troupes espagnoles dirigées par le général suisse Théodore de Reding de Biberegg, se déroula à proximité.

## Musée Casteller de Catalogne
Musée Casteller de Catalogne est un projet de musée actuellement en construction dans la ville de Valls. Est abordé comme un espace de référence dans tout le monde casteller, pour y vivre ses expériences.

## Démographie
Elle comptait 22 851 habitants en 2005

## Personnalités liées à la commune
- Marie Güell i Puig (1848-1921) fondatrice des sœurs missionnaires filles du Cœur de Marie, née à Valls[1];
- Lluís Homs (1868-1956), architecte, né à Valls;
- Maria Ferrés i Puig (1874-1964), peintre, dessinatrice, aquarelliste et graviste, est décédée à Valls[2];
- Dolors Vives i Rodon (1908-2007), aviatrice, née à Valls;
- Albert Batet (1970-), maire de la ville de 2008 à 2019, député du Parlement de Catalogne[3];
- Laia Bonet (1972-), femme politique catalane, personnalité de la mairie de Barcelone.

## Jumelage
La commune de Valls est jumelée avec :
- Saint-Cyr-sur-Loire (France) dans le département d'Indre-et-Loire depuis le 11 avril 1999 ;
- Settimo Torinese (Italie) dans le Piémont ;
- Andorre-la-Vieille (Andorre) ;
- Chahal (Guatemala).